# Ryobra

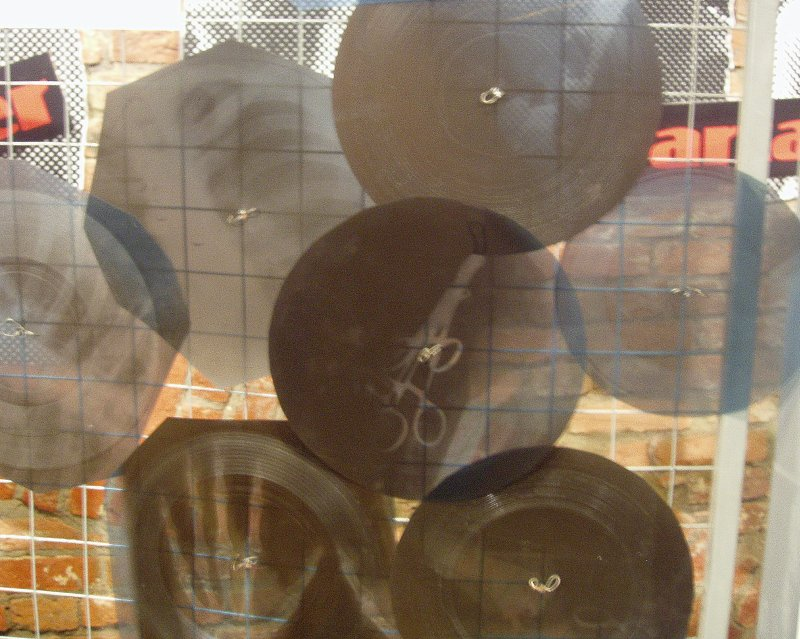
Disques de gramophone Rock on bones (URSS, années 1950). Galerie « Vinzavod », Moscou.

Les ryobra (transcription du russe рёбра, riobra, « os »), ou les roentgenizdat, transcription de рентгениздат, « publication aux rayons X », sont des disques sonores improvisés, gravés sur des épreuves radiographiques médicales à l'aide de gramophones modifiés. Ils sont également connus en Union soviétique sous le nom de « musique sur côtes » (Музыка на рёбрах) ou « jazz sur os » (Джаз на костях).  
Principalement réalisés dans les années 1950 et 1960,, les ryobra étaient vendus au marché noir. Ces contrefaçons permettaient d'entendre de la musique dont la diffusion était interdite en Union soviétique. Les artistes interdits pouvaient être des musiciens émigrés, tels que Piotr Lechtchenko et Alexandre Vertinski, ou des artistes occidentaux, tels qu'Elvis Presley, les Beatles, les Rolling Stones, les Beach Boys, Ella Fitzgerald ou Chubby Checker,.

## Production

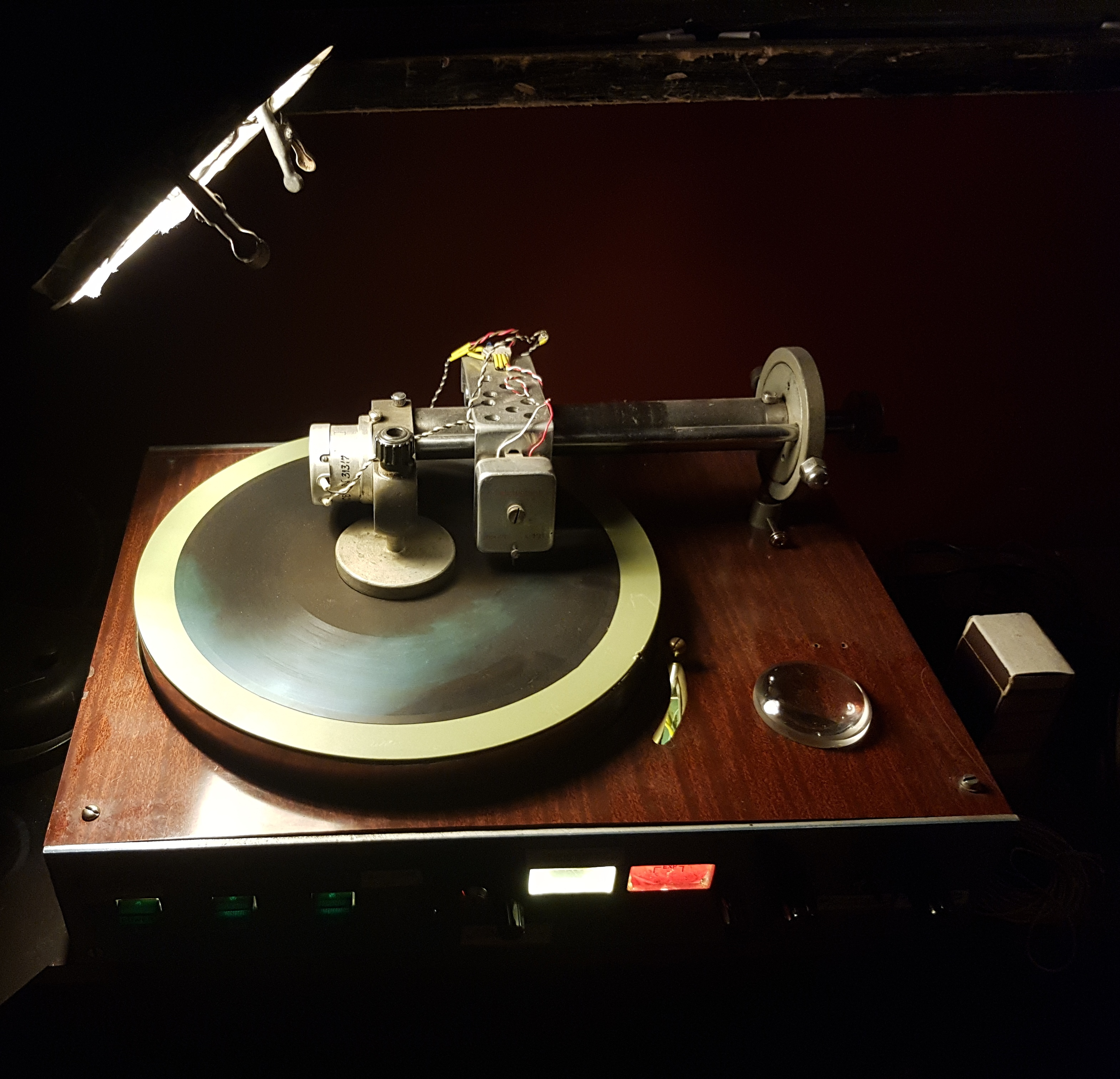
Graveur sonore artisanal sur plaques radiologiques.

Des radiographies médicales, achetées ou récupérées parmi les déchets des hôpitaux et des cliniques, étaient utilisées pour fabriquer ces disques souples. Les radiographies étaient découpées en disques de 18 cm et le trou central était percé avec une cigarette incandescente. Selon le critique musical et journaliste rock russe Artemy Troitsky, « les sillons étaient gravés [à 78 tours] à l'aide de machines spéciales (fabriquées, dit-on, à partir de vieux phonographes par des mains expertes et complices) » ; il ajoute que « la qualité était horrible, mais le prix était bas, un rouble ou un rouble et demi ». Les disques pouvaient être joués cinq à dix fois.
Le procédé finit par disparaître avec l’arrivée du magnétophone.

## Interdiction
Cette diffusion clandestine de musique populaire occidentale interdite a finalement conduit à l'adoption en 1958 d'une loi interdisant la production artisanale d'enregistrements à « tendance criminelle » , dans le contexte de dénigrement des stiliaguis (du mot stil qui signifie « style » en russe), une sous-culture de la jeunesse soviétique connue pour adopter les styles vestimentaires et de danse occidentaux, dont les partisans étaient considérés comme des « cosmopolites sans Patrie » (« безродные космополиты »).

## Le X-Ray Audio Project
Lors d'une tournée avec The Real Tuesday Weld à Saint-Pétersbourg, le musicien britannique Stephen Coates a trouvé un ryobra sur un étal de marché. Cela lui donna l'idée de lancer le X-Ray Audio Project, destiné à fournir une ressource documentaire sur les enregistrements roentgenizdat avec des images, des enregistrements audio et des interviews. En novembre 2015, après plusieurs années de recherche et d'entretiens avec des vendeurs de ces disques, son livre X-Ray Audio: The Strange Story of Soviet Music on the Bone (Rayon X Audio : L'étrange histoire de la musique soviétique sur os) fut publié par Strange Attractor.
En juin 2015, Coates donna une conférence TED sur le sujet au TEDX Kraków. Il est parti en tournée avec  l'artiste sonore et chercheur Aleksander Kolkowski pour raconter l'histoire des trafiquants de ryobra soviétiques. Ils ont réalisé ensemble de nouveaux enregistrements sur radiographie à partir de leurs performances musicales en direct. L'exposition itinérante que Coates a créée avec le photographe Paul Heartfield a été couverte par la presse, dans The Guardian et dans l'émission Today de BBC Radio 4,. En septembre 2016, le duo sortit le long métrage documentaire Roentgenizdat contenant des interviews de trafiquants de l'ère soviétique et des images d'archives.
En 2019, Coates écrit et présente Bone Music, un documentaire basé sur des interviews réalisées en Russie pour une édition de la série Between the Ears de BBC Radio 3. Le programme raconte l'histoire de la culture underground de la musique interdite en Union soviétique à l'époque de la guerre froide et présente le groupe russe Mumiy Troll qui enregistre une chanson de Vadim Kozin directement sur radiographie.